# Georges de la Nézière
Georges Daviel de la Nézière (Parigi, 31 luglio 1878 – Monchy-au-Bois, 9 ottobre 1914) è stato un mezzofondista francese.

## Carriera
Partecipò alle gare di atletica leggera delle prime Olimpiadi moderne che si svolsero ad Atene nel 1896. Prese parte agli 800 metri piani, classificandosi terzo al primo turno.